# Tajae Sharpe
Tajae Lamar Sharpe (Piscataway, 23 dicembre 1994) è un giocatore di football americano statunitense che milita nel ruolo di wide receiver per i Chicago Bears della National Football League (NFL).

## Carriera

### Tennessee Titans
Al college, Sharpe giocò a football all'Università del Massachusetts. Fu scelto nel corso del quinto giro (150º assoluto) del Draft NFL 2016 dai Tennessee Titans. Nel training camp superò la concorrenza di Andre Johnson, Dorial Green-Beckham e Kendall Wright, venendo nominato wide receiver titolare nel lato opposto a Rishard Matthews. Debuttò come professionista nel primo turno contro i Minnesota Vikings ricevendo 7 passaggi per 76 yard. Il 13 novembre segnò il primo touchdown in carriera su un passaggio da 33 yard di Marcus Mariota nella vittoria sui Green Bay Packers per 47-25. Sette giorni dopo andò ancora a segno contro gli Indianapolis Colts.

### Minnesota Vikings
Il 25 marzo 2020 firmò un contratto con i Minnesota Vikings.